# The Fascinating Mrs. Francis
The Fascinating Mrs. Francis er en amerikansk stumfilm fra 1909 af D. W. Griffith.

## Medvirkende
- Marion Leonard som Mrs. Francis
- Barry O'Moore
- Anita Hendrie
- Harry Solter
- Gertrude Robinson